# Al Buhayrah
Al Buhayrah (også stavet  Beheira, arabisk: البحيره ) er et guvernement i det nordlige Egypten. Dens hovedstad er Damanhur. Afstanden fra Kairo (Attaba) til Al Buhayrah er 135 km.

## Byer i guvernementet
- Abu Hummus
- Abul Matamir
- Damanhur
- Edko
- El Delengat
- El Mahmoudiyah
- El Rahmaniyah
- Etay El Barud
- Hosh Issa
- Kafr el-Dawwar
- Kom Hamadah
- Nubariyah
- Rachîd også kaldt Rosette; Rosettestenen er fundet her
- Shubrakhit
- Wadi El Natrun

## Eksterne kilder og henvisninger
1. ↑  Areal og befolkning

- Wikimedia Commons har flere filer relateret til Al Buhayrah

31°1′N 30°33′Ø / 31.017°N 30.550°Ø